# Confédération sud-américaine d'athlétisme

Ancien logo de la CONSUDATLE

Athlétisme sud-américain (en espagnol : Atletismo Sudamericano), anciennement Confédération sud-américaine d'athlétisme (en espagnol, Confederación Sudamericana de Atletismo, CONSUDATLE), est une organisation chargée de gérer l’athlétisme en Amérique du Sud sous la tutelle de la World Athletics. Elle organise notamment les grands événements continentaux. Elle a été fondée le 24 mai 1918.
Son siège social est localisé à Manaus (Brésil). En 2007, elle compte 13 fédérations nationales sud-américaines affiliées dont Panama qui fait partie, géographiquement, de l'Amérique centrale.
Le président en fonction depuis 1993 est le Brésilien Roberto Gesta de Melo.

## Histoire
La confédération sud-américaine d'athlétisme a été fondée le 24 mai 1918, étant la première fédération continentale affiliée au sein de l'IAAF.
En 1919, elle organise le premier Championnat sud-américain d'athlétisme dans la localité de Montevideo.
En décembre 2020, elle change de dénomination.

## Membres
| No. | Nation    | Organisation                         | Site officiel |
| --- | --------- | ------------------------------------ | ------------- |
| 1   | Argentine | Confederación Argentina de Atletismo |               |
| 2   | Bolivie   | Federación Atlética de Bolivia       |               |
| 3   | Brésil    | Confederação Brasileira de Atletismo |               |
| 4   | Chili     | Federación Atlética de Chile         |               |
| 5   | Colombie  | Federación Colombiana de Atletismo   |               |
| 6   | Équateur  | Federación Ecuatoriana de Atletismo  |               |
| 7   | Guyana    | Athletics Association of Guyana      |               |
| 8   | Panama    | Federación Panameña de Atletismo     |               |
| 9   | Paraguay  | Federación Paraguaya de Atletismo    |               |
| 10  | Pérou     | Federación Peruana de Atletismo      |               |
| 11  | Suriname  | Surinaamse Athletiek Bond            |               |
| 12  | Uruguay   | Confederación Atlética del Uruguay   |               |
| 13  | Venezuela | Federación Venezolana de Atletismo   |               |